# Женска рукометна репрезентација Белорусије
Женска рукометна репрезентација Белорусије у организацији Рукометног савеза Белорусије представља Белорусију у рукомету на свим значајнијим светским и континенталним такмичењима.

## Успеси репрезентације
- За резултате до 1992. године погледајте резултате репрезентације Совјетског Савеза.

### Наступи наОлимпијским играма
- до сада нису учествовали на Олимпијским играма

### Наступи наСветским првенствима
| Година                  | Турнир        | Пласман   | ИГ | П | Н | И | ГД  | ГП  | ГР  |
| ----------------------- | ------------- | --------- | -- | - | - | - | --- | --- | --- |
| Немачка 1997.           | Осмина финала | 16. место | 6  | 2 | 0 | 4 | 145 | 158 | -13 |
| / Данска/Норвешка 1999. | Осмина финала | 14. место | 5  | 2 | 1 | 2 | 144 | 151 | -7  |
| Укупно                  | 2             | 14. место | 11 | 4 | 1 | 6 | 289 | 309 | -20 |

### Наступи наЕвропским првенствима
| Година           | Турнир     | Пласман   | ИГ | П | Н | И  | ГД  | ГП  | ГР  |
| ---------------- | ---------- | --------- | -- | - | - | -- | --- | --- | --- |
| Румунија 2000.   | Први круг  | 11. место | 6  | 1 | 3 | 2  | 161 | 165 | -4  |
| Данска 2002.     | Први круг  | 16. место | 3  | 0 | 0 | 3  | 65  | 86  | -21 |
| Мађарска 2004.   | Први круг  | 16. место | 3  | 0 | 0 | 3  | 70  | 87  | -17 |
| Македонија 2008. | Други круг | 12. место | 6  | 1 | 2 | 3  | 164 | 171 | -7  |
| Укупно           | 4          | 11. место | 18 | 2 | 5 | 11 | 460 | 509 | -49 |